# Prstnice rok
Prstnice rok (latinsko ossa digitorum) so kosti v prstih rok. Palca imata dva členka, proksimalno prstnico (phalanx proximalis) in distalno prstnico (phalanx distalis), ostali prsti pa imajo tri členke. Proksimalno prstnico, srednjo prstnico (phalanx media) in distalno prstnico (phalanx distalis). Prstnice so dolge kosti, ki imajo bazo, telo in glavico. Vsaka distalna prstnica ima na glavi hrapavo grčavino (tuberositas phalangis distalis), kamor se narašča noht.